# Dulichia spinosissima
Dulichia spinosissima är en kräftdjursart som beskrevs av Henrik Nikolai Krøyer 1845. Dulichia spinosissima ingår i släktet Dulichia och familjen Podoceridae. Inga underarter finns listade i Catalogue of Life.